# Ron Leszem

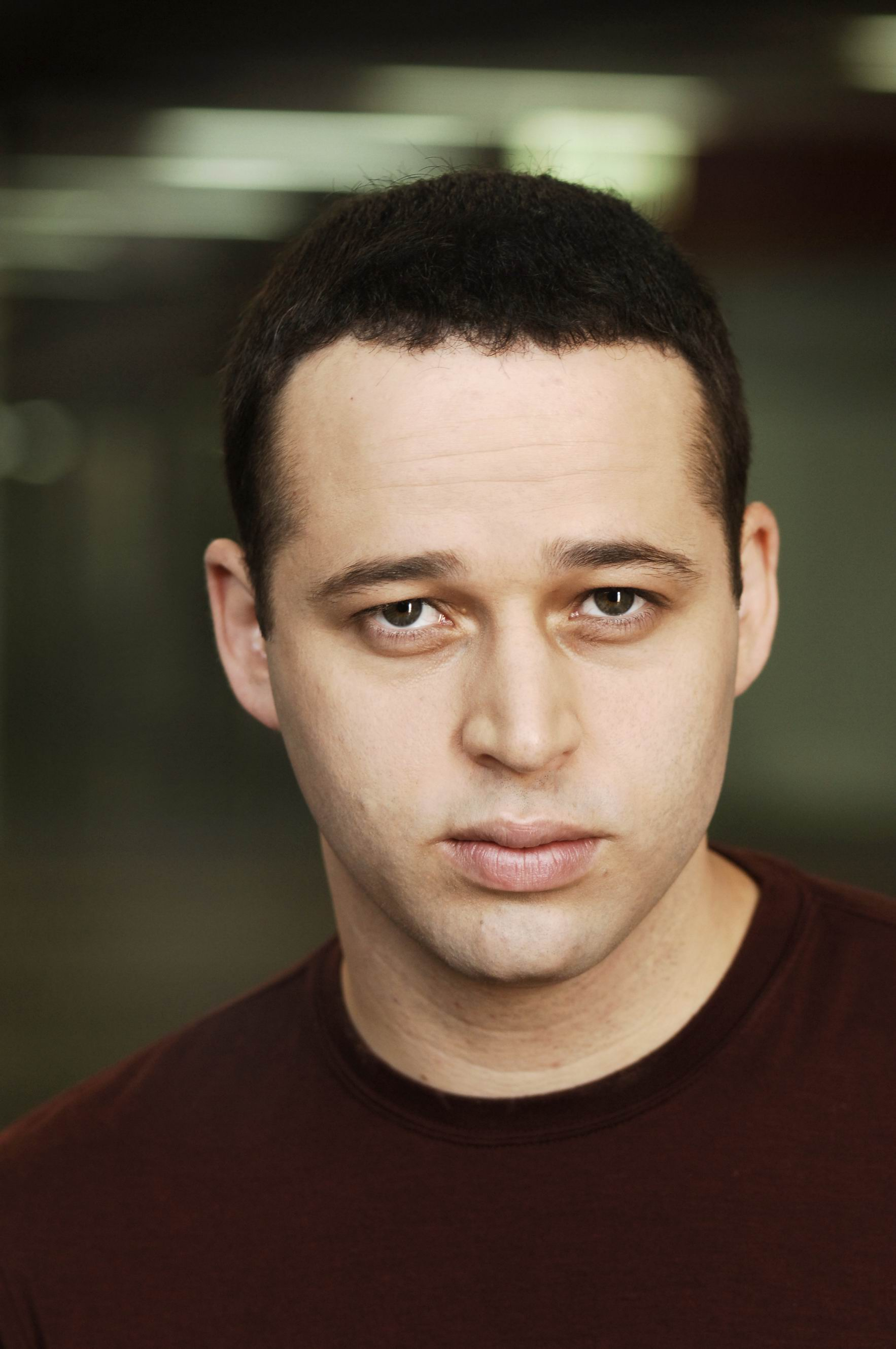
Ron Leszem (2005)

Ron Leszem (hebrajski רון לשם, ang. Ron Leshem, ur. 20 grudnia 1976) – izraelski pisarz tworzący w języku hebrajskim.

## Życiorys
Jako dziennikarz pracował m.in. w Jedi’ot Acharonot (1998-2002) i Ma’ariw (2002-2006). Był autorem reportaży o drugiej intifady, wtedy też narodził się pomysł napisania powieści o izraelskim wojsku (Cahal). Książka – אם יש גן עדן ukazała się w 2005 i została uhonorowana m.in. Nagrodą Sapira. Opowiada o oddziale stacjonującym w Zamku Beaufort w południowym Libanie i o jego dowódcy Lirazie (Erezie) Libratim. Był on ostatnim dowódcą twierdzy przed opuszczeniem jej przez wojska Izraela w 2000. Akcja utworu rozgrywa się pod koniec lat 90. i przedstawia codzienność oddziału izraelskich żołnierzy, stacjonujących w XII-wiecznej twierdzy krzyżowców. Leshem, często wulgarnym językiem, ukazuje ich uczucia i niepokoje.
Powieść, pod tytułem Twierdza Beaufort, ukazała się także w Polsce. W 2007 na jej podstawie powstał film Twierdza Beaufort reżyserii Josefa Cedara, Obraz był nominowany do Oscara w kategorii najlepszy film nieanglojęzyczny.